# Orešac (Chorwacja)
Orešac – wieś w Chorwacji, w żupanii virowiticko-podrawskiej, w gminie Suhopolje. W 2011 roku liczyła 389 mieszkańców.